# Flavonoïde

Basisstructuur van een flavonoïde: 15 koolstofatomen en 2 fenylgroepen.

Flavonoïden zijn een uitgebreide groep stikstofvrije organische verbindingen, die wijdverbreid zijn in het plantenrijk. De meeste hebben een typisch basisskelet van vijftien koolstofatomen. Ze komen ofwel vrij voor, ofwel gebonden aan suikers (= als glycoside). Flavonoïden spelen een belangrijke rol in de plantenstofwisseling. Veel flavonoïden zijn gekleurd. Ze zorgen voor de rode en blauwe kleur van veel bloemen, en de gele herfstkleuren van bladeren. Rutine en hesperidine zijn de meest onderzochte flavonoïden.

## Etymologie
De naam flavonoïde komt van het Latijnse "flavus" (geel), en verwijst naar het gebruik van plantaardige kleurstoffen voor het geel verven van wol, zijde.

## Functie
Flavonoïden spelen een belangrijke rol in de plantenstofwisseling, voornamelijk als groeiregulatoren, en bij de bescherming tegen ultraviolet licht, oxidatie en hitte. Door hun meestal bittere smaak helpen ze plantenetende insecten af te schrikken, maar omgekeerd helpen ze ook bij de bestuiving, door via de felle kleuren juist bepaalde insecten aan te trekken. Flavonoïden worden tot de secundaire plantenstoffen gerekend.
Flavonoïden zijn biologische pigmenten (kleurstoffen) en zorgen voor de felle kleuren van veel fruit, groenten en bloemen, maar ook voor de herfstkleuren van bladeren. 

## Rol in het menselijk lichaam
In het menselijk lichaam zijn ze essentieel voor de stofwisseling van vitamine C, en voor het handhaven van de integriteit van de wanden van de haarvaten. Flavonoïden zijn krachtige antioxidanten.

### Kankerremmende werking
Uit in vitro-onderzoek blijkt dat flavonoïden een kanker-remmende werking hebben. In vivo hebben deze stoffen echter minder effect, omdat ze na inname via voedsel, tijdens de spijsvertering in de darmen, en stofwisseling in de lever,  deels worden afgebroken en dus de bloedbaan niet massaal bereiken. Daarom wordt gewerkt aan chemisch enigszins gemodificeerde flavonoïden, die deze barrières na voedselinname weten te omzeilen. Deze polymethoxyflavonen, zoals tangeretine en nobiletine, bezitten kankerremmende eigenschappen.

## Geschiedenis
Flavonoïden zijn ontdekt door de Hongaar Albert Szent-Györgyi (1893-1986), een van de belangrijkste chemici uit het begin van de twintigste eeuw. In 1937 kreeg hij de Nobelprijs voor de Geneeskunde voor zijn ontdekking en beschrijving van vitamine C. Het was tijdens het proces van isoleren van vitamine C dat Szent-Györgyi de flavonoïden ontdekte. Hij had een patiënt met bloedend tandvlees een vitamine C bereiding uit citroen gegeven en had daarmee het bloeden tot staan gebracht. Toen het probleem zich opnieuw voordeed gaf Szent-Györgyi zijn patiënt zuivere vitamine C, in de veronderstelling dat dat het resultaat zou verbeteren, maar het bleek lang niet zo effectief.
In 1936 isoleerden Szent-Györgyi en collega's een fractie uit de citroenschil die ze citrine noemden. Citrine bleek een complex te zijn van vitamine C met andere, nog ongeïdentificeerde stoffen. Toen uit experimenten bleek dat citrine in veel sterkere mate dan vitamine C het vermogen bezit om de vasculaire permeabiliteit te beïnvloeden noemde Szent-Györgyi dit complex vitamine P, waarbij P staat voor de permeabiliteitsfactor. Het kapotgaan van vaatwandstructuren, waardoor ze zeer doorlaatbaar (permeabel) worden is een van de belangrijkste kenmerken van scheurbuik. Szent-Györgyi was ervan overtuigd een nieuw vitamine ontdekt te hebben.
Szent-Györgyi veronderstelde dat "vitamine P" cofactoren bevatte die het effect van vitamine C op de capillaire permeabiliteit versterkten. Vitamine P werd uiteindelijk door de wetenschappelijke gemeenschap niet als vitamine geaccepteerd, aangezien het collega-wetenschappers niet lukte om een toestand van "citrine (vitamine P) avitaminose" op te wekken. Twintig jaar later verklaarde de Amerikaanse Food and Drug Administration (FDA) dat citrine (en citrus bioflavonoïden in zijn algemeenheid) geen vitamine was.
Szent-Györgyi bleef gedurende de rest van zijn leven ervan overtuigd dat de klinische symptomen van scheurbuik niet een gevolg zijn van een tekort aan uitsluitend vitamine C, maar van een gecombineerde deficiëntie van vitamine C en flavonoïden. De huidige wetenschappelijk kennis bevestigt de synergistische relatie tussen vitamine C en flavonoïden. Bij de wat betere vitamine C-preperaten, zoals tabletten, zijn er naast ascorbinezuur ook vaak bioflavonoïden toegevoegd, om de opname van vitamine C te verbeteren, zoals rutine en hesperidine.
De benaming "bioflavonoïden" of "flavonoïden" is voor het eerst gebruikt in 1952 door de Duitse onderzoekers Geissmann en Hinreiner. Zij staan ook aan de basis van het classificatiesysteem op basis van de structuur van de "kern" van de flavonoïden-basisstructuur: de zuurstofhoudende pyraanring.

## Indeling
Meer dan 5000 natuurlijk voorkomende flavonoïden zijn geïsoleerd uit verschillende planten. Ze worden geclassificeerd op basis van hun chemische structuur (oxidatietoestand en aantal hydroxylgroepen) en worden volgens de IUPAC vaak ingedeeld in drie subgroepen.

### 1. Flavonen

Structuur van het flavonskelet 2-fenyl-1-benzopyron

Flavonen worden verder in vier groepen onderverdeeld:
| Groep                                                    | Skeleton                                  | Skeleton            | Skeleton            | Skeleton         | Voorbeelden                                                                         |
| Groep                                                    | Beschrijving                              | Functionele groepen | Functionele groepen | Structuurformule | Voorbeelden                                                                         |
| Groep                                                    | Beschrijving                              | 3-hydroxyl          | 2,3-dihydro         | Structuurformule | Voorbeelden                                                                         |
| -------------------------------------------------------- | ----------------------------------------- | ------------------- | ------------------- | ---------------- | ----------------------------------------------------------------------------------- |
| Flavonen                                                 | 2-fenylchromen-4-on                       |                     |                     |                  | Luteoline, Apigenine, Tangeritine                                                   |
| Flavonol of 3-hydroxyflavonen                            | 3-hydroxy-2-fenylchromen-4-on             |                     |                     |                  | Quercetine, Kaempferol, Myricetine, Fisetine, Isorhamnetine, Pachypodol, Rhamnazine |
| Flavanonen                                               | 2,3-dihydro-2-fenylchromen-4-on           |                     |                     |                  | Hesperidine, Naringenine, Eriodictyol, Homoeriodictyol                              |
| Flavanonol of 3-Hydroxyflavanonen or 2,3-dihydroflavonol | 3-hydroxy-2,3-dihydro-2-fenylchromen-4-on |                     |                     |                  | Taxifoline (of Dihydroquercetine), Dihydrokaempferol                                |

### 2. Isoflavonen

Structuur van het isoflavonskelet 3-fenyl-1-benzopyron

- Isoflavonen
Isoflavonen maken gebruik van het 3-fenylchromen-4-on skelet (met geen hydroxylgroep-substitutie op het koolstofatoom op positie 2).
Voorbeelden: Genisteïne, Daïdzeïne, Glyciteïne

### 3. Flavan-3-ols (catechines), Proanthocyanadines, en Anthocyanidines

Structuur van het neoflavonskelet 4-fenylcoumarine

- Flavan-3-olen (ook bekend als flavanolen) en proanthocyanidines
Flavan-3-olen maken gebruik van het 2-fenyl-3,4-dihydro-2H-chromen-3-ol skelet.
Catechines (Catechine (C), Gallocatechine (GC), Catechine 3-gallaat (Cg), Gallocatechine 3-gallaat (GCg)), Epicatechine (Epicatechine (EC), Epigallocatechine (EGC), Epicatechine 3-gallaat (ECg), Epigallocatechine 3-gallaat (EGCg))
Proanthocyanidines zijn dimeren, trimeren, oligomeren of polymeren van de flavanolen.
- Anthocyanidines
Anthocyanidines zijn de aglyconen van anthocyanines. Anthocyanidines maken gebruik van het flavylium (2-fenylchromenylium) ion skelet
Voorbeelden: Cyanidine, Delphinidine, Malvidine, Pelargonidine, Peonidine, Petunidine